# Vorozhbá
Vorozhbá (en ucraniano: Ворожба; en ruso: Ворожба) es una ciudad ucraniana perteneciente al óblast de Sumy. Situada en el norte del país, es parte del raión de Sumy y centro del municipio (hromada) homónimo.

## Geografía
Vorozhbá está situada en la orilla izquierda del río Vir, 5 km al noroeste de Bilopilia y a unos 54 km al noroeste de Sumy. Está unos 10 km de la frontera con Rusia.

## Historia
La ciudad fue fundada en 1665 y se mencionó por primera vez en 1672, cuando se convirtió en la centésima aldea del regimiento de Sumy.En 1869, el ferrocarril Kursk-Kiev se hizo pasar por el pueblo y se construyó una estación de ferrocarril, en 1877 se construyó un ferrocarril hasta Liubotín. En 1894 se puso en funcionamiento el ferrocarril de vía estrecha Vorozhbá - Serédina-Buda, que en 1915 se convirtió a vía ancha.  
En 1923 se le otorgó el estatus de asentamiento de tipo urbano. En relación con el desarrollo de la red ferroviaria a finales de los años 20 y principios de los 30, Vorozhbá se convirtió en un importante cruce ferroviario (la intersección de las líneas Járkov - Leópolis, Járkov - Minsk, Járkov - Orsha y Kiev - Vorónezh.  
Durante la Segunda Guerra Mundial, la ciudad estuvo ocupada por las tropas de la Wehrmacht del 7 de octubre de 1941 al 3 de septiembre de 1943.
Vorozhbá recibió el estatus de ciudad en 1959. 
Hasta el 18 de julio de 2020, Vorozhbá formó parte del raión de Bilopilia. El raión se abolió en julio de 2020 como parte de la reforma administrativa de Ucrania, que redujo el número de raiones del óblast de Sumy a cuatro. El área del raión de Bilopilia se fusionó con el raión de Sumy.
Tras la invasión rusa de Ucrania, Vorozhbá ha sido bombardeada en distintas ocasiones en 2023 y 2024.

## Demografía
La evolución de la población de Vorozhbá entre 1923 y 2022 fue la siguiente:
| 1067                                                          | 1409 | 7871 | 10 826 | 10 712 | 9388 | 9811 | 8384 | 7582 | 7515 | 6972 | 6674 |
| (Fuente: Cities & Towns of Ukraine y UKRAINE: Größere Städte) |      |      |        |        |      |      |      |      |      |      |      |

Según el censo de 2001, el 90,95% de la población son ucranianos y el 7,56% son rusos. En cuanto al idioma, la lengua materna de la mayoría de los habitantes, el 92,08%, es el ucraniano; del 7,07% es el ruso.

## Infraestructura

### Transporte
La ciudad está atravesada por la carretera T1908. Vorozhbá alberga un importante nudo ferroviario, con conexiones con Serédina-Buda.  